# Siarczan magnezu
Siarczan magnezu, pot. sól gorzka, MgSO
4 – nieorganiczny związek chemiczny, sól kwasu siarkowego i magnezu.

## Otrzymywanie
Siarczan magnezu otrzymuje się przez oczyszczenie jego minerałów – kizerytu (MgSO
4·H
2O; głównym jego zanieczyszczeniem jest NaCl) lub langbeinitu (K
2SO
4·2MgSO
4), przez izolację z naturalnych wód o wysokiej jego zawartości, a także poprzez traktowanie MgO (uzyskiwanego z wody morskiej) lub magnezytu (MgCO
3) kwasem siarkowym:
MgO + H
2SO
4 → MgSO
4 + H
2O
MgCO
3 + H
2SO
4 → MgSO
4 + H
2O + CO
2↑
Sól bezwodną otrzymuje się przez ogrzewanie wyższych hydratów w temp. 70 °C, co prowadzi do powstania monohydratu MgSO
4·H
2O, który następnie odwadnia się całkowicie w temp. 500 °C (pierwszy etap pomija się, jeśli substratem jest kizeryt, czyli monohydrat).

## Właściwości

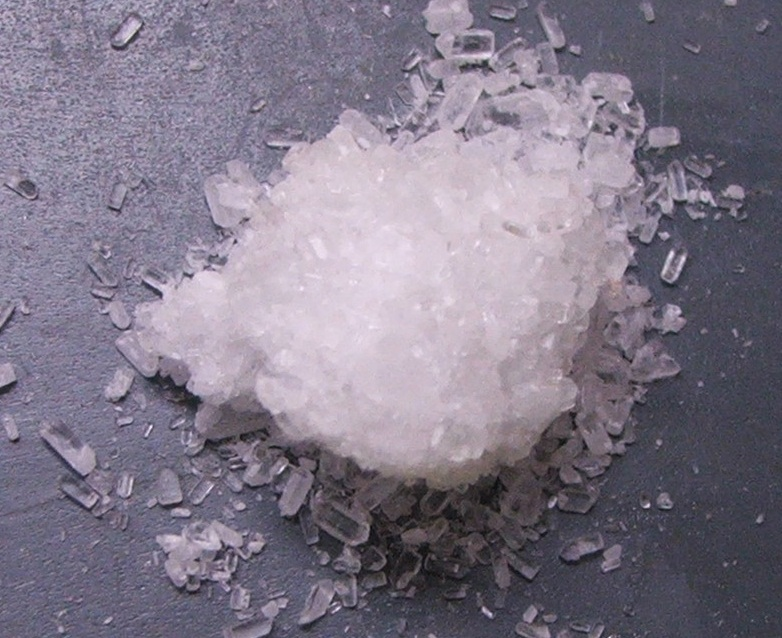
Kryształy siedmiowodnego siarczanu magnezu

Bezwodny siarczan magnezu to biała, dobrze rozpuszczalna w wodzie (33,5 g w 100 g H2O) substancja drobnokrystaliczna. W stanie bezwodnym wykazuje silne właściwości higroskopijne. Tworzy kilka hydratów, najważniejsze spośród nich to heptahydrat MgSO
4·7H
2O (minerał epsomit, sól gorzka, sól angielska) oraz monohydrat MgSO
4·H
2O, występujący w przyrodzie jako minerał kizeryt. W temperaturze pokojowej trwały jest heptahydrat. Po ogrzaniu do ok. 150 °C przechodzi on w MgSO
4·H
2O, który odwadnia się całkowicie powyżej 200 °C. Po dodaniu do wody wywołuje ścieśnienie jej struktury, prowadzące do spadku objętości (graniczna cząstkowa objętość molowa siarczanu magnezu wynosi –1,4 cm³/mol, tzn. dodanie jednego mola do dużej objętości wody powoduje spadek objętości o 1,4 cm³).

## Zastosowanie
- bezwodny jest środkiem suszącym stosowanym laboratoryjnie i przemysłowo
- w lecznictwie między innymi jako środek przeczyszczający oraz środek tokolityczny
- w weterynarii
- składnik płynu Oliwkowa
- do obciążania bawełny
- w farbiarstwie
- do wyrobu wód mineralnych
- w rolnictwie roztwór siarczanu magnezu wykorzystuje się do dolistnego nawożenia magnezem przez oprysk.

Nazwy sól angielska oraz epsomit pochodzą stąd, że związek ten był początkowo produkowany poprzez odparowywanie wody mineralnej ze źródeł bijących niedaleko miejscowości Epsom w środkowej Anglii i sprzedawany jako lek przeczyszczający w całej Europie. W USA i Wielkiej Brytanii sól ta jest wciąż nazywana solą z Epsom (Epsom salt).

### Zaawansowane zabiegi resuscytacyjne
Podanie dożylne roztworu siarczanu magnezu w zaawansowanych zabiegach resuscytacyjnych u dorosłych jest wskazane przy:
- migotaniu komór opornym na defibrylację, przy podejrzeniu hipomagnezemii
- tachyarytmiach komorowych przy podejrzeniu hipomagnezemii
- wielokształtnym częstoskurczu komorowym
- zatruciu digoksyną